# Коллін Лейнн
Коллін Лейнн (англ. Colleen Lanne, 18 серпня 1979) — американська плавчиня.
Призерка Олімпійських Ігор 2004 року.
Призерка Чемпіонату світу з водних видів спорту 2001 року.
Призерка Чемпіонату світу з плавання на короткій воді 2002 року.
Переможниця Панамериканських ігор 2003 року.